# Paca de plana
La paca de plana o, simplement, paca (Cuniculus paca) és una espècie de rosegador histricomorf de la família dels cunicúlids. Viu a l'Argentina, Belize, Bolívia, el Brasil, Colòmbia, Costa Rica, l'Equador, El Salvador, la Guaiana Francesa, Guyana, Hondures, Mèxic, Nicaragua, Panamà, el Paraguai, el Perú, Surinam, Trinitat i Tobago, l'Uruguai i Veneçuela, així com a Algèria i Cuba, on ha estat introduïda. Habita una gran varietat de boscos, sobretot en indrets situats prop de cursos i masses d'aigua, a menys de 2.000 msnm. El seu nom específic, paca, deriva de pak o paq, el seu nom nadiu en la llengua tupí.

## Noms comuns
Es coneix també com paca, guartinaja, guanta, halep, guagua, majaz, conill pintat, tepezcuintle, llepassao, jochi pintao; a Mèxic és conegut amb el nom nàhuatl de tepeitscuintli, és a dir, 'gos de muntanya' (tepetl = 'muntanya', itzcuintli = 'gos'), encara que estigui lluny de ser un cànid. A Guatemala i Costa Rica és conegut com a tepezcuintle, i a Bolívia com a jochi pintao.

## Característiques
El seu cos fa entre 60 i 79 cm de llargària i la cua, de 2 a 3 cm. Pesa entre 7 i 12 kg. Està coberta per un pelatge híspid de color marró o ataronjat, amb bandes de taques blanques arrodonides. El cap és gros, les galtes engruixades, les orelles són curtes, marrons, les vibrisses són llargues, els ulls grossos i ben separats. La gestació dura de 115 a 120 dies.

## Història natural
És un animal frugívor i nocturn. Passa el dia al cau, que construeix amb diverses sortides dissimulades pel fullatge. És una excel·lent nedadora.
La paca és objecte de caça per la seva excel·lent carn. És una espècie en risc mínim, és a dir, no sembla que hi hagi cap amenaça significativa per a la seva supervivència.